# Alberico da Barbiano

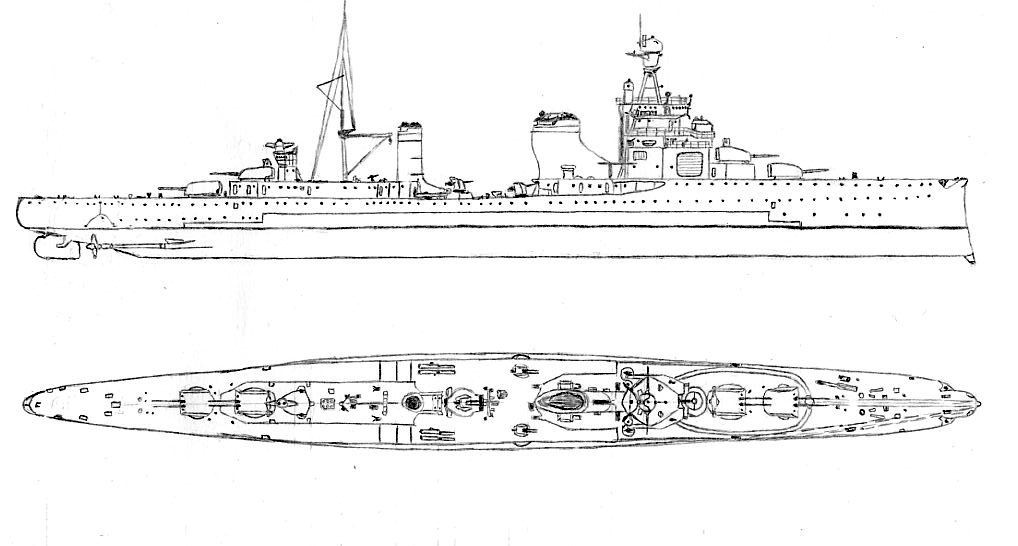
Схематичне зображення легкого крейсера «Альберіко да Барбіано»

«Альберіко да Барбіано» (італ. Alberico da Barbiano) — військовий корабель, легкий крейсер типу «Альберто да Джуссано» Королівських ВМС Італії за часів Другої світової війни.

## Історія створення
«Альберіко да Барбіано» був закладений 16 квітня 1928 року на верфі компанії Gio. Ansaldo & C.Ansaldo в Генуї. Спущений на воду 23 серпня 1930 року. 9 червня 1931 року увійшов до складу Королівських ВМС Італії.

## Історія служби

### Довоєнна служба
Після вступу у стрій «Альберіко да Барбіано» ніс службу у Середземному морі. Брав участь у підтримці франкістів під час громадянської війни в Іспанії, супроводжуючи транспорти зі зброєю та проводячи розвідку.
Наприкінці 1939 року, з початком Другої світової війни уряд Швеції, намагаючись зберегти нейтралітет, вирішив посилити свої військово-морські сили, закупивши кораблі за кордоном. Вибір припав на Італію. Спочатку були закуплені есмінці та міноносці. Згодом було вирішено закупити крейсер. Італія запропонувала «Альберіко да Барбіано». Шведи спочатку погодились, але незабаром відмовились від придбання. Офіційна причина — бюджетні проблеми, але є версії, що корабель потребував значної модернізації: підсилення корпусу, зенітного озброєння, утеплення приміщень. В результаті крейсер залишився у складі італійського флоту.

### Друга світова війна
Після вступу Італії у Друг світову війну 9 червня 1940 року «Альберіко да Барбіано» брав участь у постановці мінних плів у Сицилійській протоці. У червні крейсер брав участь в бою біля Калабрії.
6 серпня крейсер брав участь у постановці мінного загородження біля острова Пантеллерія, на якому у січні 1941 року підірвався британський есмінець HMS Gallant (H59).
У тому ж місяці було прийнято рішення переобладнати крейсер для навчальних цілей. З 1 серпня 1940 року по 1 березня 1941 року, спочатку в Пулі, а потім у Трієсті, на кораблі тривали ремонті роботи. Після завершення робіт крейсер був переданий до навчального загону.
У грудні 1941 року крейсер був переведений до складу діючого флоту і зарахований до складу 4-ї бригади крейсерів. На ньому підняв прапор контрадмірал Антоніно Тоскано.
У грудні 1941 року становище військ Осі у північній Африці було критичне. Не вистачало боєприпасів, спорядження та палива на фоні успішного британського наступу. На початку грудня крейсер «Луїджі Кадорна» доставив в Африку бензин. Було вирішено повторити операцію.
9 грудня крейсери «Альберто да Джуссано» та «Альберіко да Барбіано» вирушили з Палермо на південь, але були помічені ворожим літаком-розвідником з Мальти і незабаром атаковані літаками-торпедоносцями. Влучень у крейсери не було, але командування наказало кораблям повертатись.
Британська розвідка взнала, що 12 грудня італійці відправляють новий конвой у північну Африку у складі крейсерів «Альберто да Джуссано», «Альберіко да Барбіано» та есмінця «Чіньйо». Адмірал Е.Каннінгем відправив 11 грудня на перехоплення флотилію есмінців (британські «Сикх», «Маорі», «Ліджен» та голландський «Ісаак Свірз»). Есмінці здійснювали перехід з Гібралтару в Александрію і можливості перехоплення італійського конвою були мінімальними. За розрахунками, навіть попри збільшення швидкості, британські кораблі не встигали наздогнати італійський конвой. Але командування італійського флоту віддало наказ крейсерам повертатись у випадку, якщо конвой буде помічений літаками-розвідниками.
Коли конвой був помічений британським розвідником, кораблі повернули назад. Флотилії зустрілись біля мису Бон. Бій тривав 2 хвилини. В «Альберіко да Барбіано» влучили 3 торпеди зі «Сикха», «Маорі» і ймовірно, з «Ліджена». Бензин, розміщений у бочках на палубі, загорівся, і незабаром «Альберто да Джуссано» та «Альберіко да Барбіано» затонули. Загалом загинуло понад 900 осіб, в тому числі контрадмірал Тоскано та весь його штаб, а також командир корабля Джорджо Родоканаккі.
Контрадмірал Тоскано та капітан Джорджо Родоканаккі були посмертно нагороджені «Медальйо д'Оро».
На честь капітана крейсера Джорджо Родоканаккі був названий один з есмінців типу «Команданті Медальє д'Оро».
У 2007 році рештки корабля були знайдені експедицією «Альтаїр 2007» за 1 милю на схід від мису Бон на глибині 60-70 метрів.